# Prix Annick Dreux
Prix Annick Dreux är ett travlopp för 3-åriga varmblodiga ston som körs på Vincennesbanan utanför Paris i Frankrike varje år. Det går av stapeln samma dag som Prix Jacques de Vaulogé. Det är ett Grupp 2-lopp, det vill säga ett lopp av näst högsta internationella klass. Loppet körs över distansen 2700 meter tidigare 2175 meter. Förstapris är 58 500 euro, vilket gör loppet till ett av de större treåringsloppen i Frankrike.

## Vinnare
| År   | Häst               | Efter              | Kusk                 | Tränare              | Distans | Tid    |
| ---- | ------------------ | ------------------ | -------------------- | -------------------- | ------- | ------ |
| 2024 | Liza Josselyn      | Ready Cash         | Jean-Michel Bazire   | Jean-Michel Bazire   | 2700 m  | 1'14"6 |
| 2023 | Kabaka de Guez     | Eridan             | Nicolas Bazire       | Jean-Michel Bazire   | 2700 m  | 1'13"9 |
| 2022 | Jamaica Turbo      | Charly du Noyer    | Franck Nivard        | Fabrice Souloy       | 2700 m  | 1'14"1 |
| 2021 | Inoubliable        | Prodigious         | Jean-Philippe Dubois | Philippe Moulin      | 2700 m  | 1'14"3 |
| 2020 | Hirondelle Sibey   | Gazouillis         | Éric Raffin          | Jean-Michel Baudouin | 2700 m  | 1'14"7 |
| 2019 | Gunilla d'Atout    | Ready Cash         | Björn Goop           | Sébastien Guarato    | 2700 m  | 1'14"6 |
| 2018 | Fly With Us        | Ready Cash         | Yoann Lebourgeois    | Philippe Allaire     | 2700 m  | 1'15"5 |
| 2017 | Erminig d'Oliverie | Scipion du Goutier | Mathieu Mottier      | Franck Leblanc       | 2700 m  | 1'14"0 |
| 2016 | Draft Life         | Ubriaco            | Éric Raffin          | Louis Baudron        | 2700 m  | 1'14"4 |
| 2015 | Cavalleria         | Prodigious         | Éric Raffin          | Sébastien Guarato    | 2700 m  | 1'14"6 |
| 2014 | Biche des Clos     | Rolling d'Héripré  | Mathieu Mottier      | Dominique Mottier    | 2700 m  | 1'14"8 |
| 2013 | Anastasia Fella    | Goetmals Wood      | Franck Nivard        | Fabrice Souloy       | 2700 m  | 1'16"1 |
| 2012 | Vanika du Ruel     | Jardy              | Franck Anne          | Franck Anne          | 2700 m  | 1'14"3 |
| 2011 | Union d'Urzy       | Coktail Jet        | Jos Verbeeck         | Thierry Duvaldestin  | 2700 m  | 1'16"3 |
| 2010 | The Lovely Gwen    | And Arifant        | Pierre Vercruysse    | Mickael Lemercier    | 2700 m  | 1'15"7 |
| 2009 | Scala Bourbon      | Love You           | Matthieu Abrivard    | Sébastien Guarato    | 2700 m  | 1'15"6 |
| 2008 | Return Money       | Corot              | Thierry Duvaldestin  | Thierry Duvaldestin  | 2700 m  | 1'15"7 |
| 2007 | Qualita Bourbon    | Love You           | Jean-Pierre Dubois   | Jean Baudron         | 2700 m  | 1'15"5 |
| 2006 | Pearl Queen        | Carpe Diem         | Thierry Duvaldestin  | Thierry Duvaldestin  | 2700 m  | 1'13"7 |
| 2005 | Orphéa de Nay      | Caribou du Ranch   | Jos Verbeeck         | Fabrice Souloy       | 2175 m  | 1'14"1 |
| 2004 | Nina Madrik        | In Love With You   | Pierre Levesque      | Fabrice Souloy       | 2175 m  | 1'14"5 |
| 2003 | Mahana             | Défi d'Aunou       | Jean-Pierre Dubois   | Jean-Pierre Dubois   | 2175 m  | 1'14"0 |
| 2002 | Lazio du Bourg     | Tadzio de la Motte | Joël Van Eeckhaute   | Joël Van Eeckhaute   | 2175 m  | 1'13"7 |
| 2001 | Kuza Viva          | Uzo Charmeur       | Stéphane Levoy       | Paul Viel            | 2175 m  | 1'15"2 |
| 2000 | Jorade du Fruitier | Caballio in Blue   | Michel Lenoir        | Jacques Bruneau      | 2175 m  | 1'13"1 |
| 1999 | Iatka Bocain       | Renoso             | Étienne Lecot        | Jean-Francois Yver   | 2175 m  | 1'15"4 |
| 1998 | Hippodamia         | Workaholic         | Philippe Allaire     | Philippe Allaire     | 2175 m  | 1'15"5 |
| 1997 | Gina des Jacquots  | Bon Conseil        | Jean-Pierre Viel     | Jean-Pierre Viel     | 2175 m  | 1'16"5 |
| 1996 | Foolish Princess   | Passionnant        | Ulf Nordin           | Ulf Nordin           | 2175 m  | 1'16"3 |
| 1995 | Eyra de Bellouet   | Viking's Way       | Patrice Lebouteiller | Patrice Lebouteiller | 2175 m  | 1'14"6 |
| 1994 | Do Wind            | Quouky Williams    | Jean-Étienne Dubois  | Jean-Étienne Dubois  | 2175 m  | 1'16"6 |
| 1993 | Coda Josselyn      | Workaholic         | Jean-Philippe Dubois | Jean-Pierre Dubois   | 2175 m  | 1'16"8 |
| 1992 | Bahama             | Quito de Talonay   | Jean-Étienne Dubois  | Jean-Pierre Dubois   | 2175 m  | 1'17"2 |